# Grimpoteuthis abyssicola
Espèce
Grimpoteuthis abyssicola est une espèce de pieuvres d'eau profonde connue à partir d'un seul spécimen femelle.

## Caractéristiques du pécimen holotype
Le spécimen a été trouvé dans la Mer de Tasman au large de la Nouvelle-Zélande, entre 3 154 et 3 180 m de profondeur. Plus précisément, la pieuvre a été trouvée dans le Lord Howe Rise.
Son manteau mesure environ 75 mm de long, tandis que son corps total atteint 305 mm de long. La coquille de G. abyssicola a la forme d'une selle. Cette pieuvre est différente des autres membres de Grimpoteuthis en raison du nombre de ventouses qu'elle possède et de la forme de sa coquille.

## Écologie
Bien que la population de Grimpoteuthis abyssicola soit inconnue, elle n'est probablement pas menacée, car elle vit dans les profondeurs de l'océan. Grimpoteuthis abyssicola et tous les membres du genre Grimpoteuthis peuvent être démersales.